# Epiaster
Epiaster is een geslacht van uitgestorven zee-egels uit de familie Micrasteridae.

## Soorten
- Epiaster africanus Checchia-Rispoli, 1947 †
- Epiaster alpinus Lambert & Jeannet, 1928 †
- Epiaster angolensis Haughton, 1924 †
- Epiaster besairiei Lambert, 1933 †
- Epiaster blanckenhorni Blanckenhorn, 1925 [1924] †
- Epiaster boipebensis Brito, 1964 †
- Epiaster caranoi Checchia-Rispoli, 1947 †
- Epiaster carvalhoi Dartevelle, 1953 †
- Epiaster chiapasensis Lambert, 1935 †
- Epiaster dartoni Cooke, 1955 †
- Epiaster fourtaui Lambert, 1932 †
- Epiaster jeanneti Collignon, 1950 †
- Epiaster migliorinii Checchia-Rispoli, 1947 †
- Epiaster mortenseni Checchia-Rispoli, 1947 †
- Epiaster ovalis Checchia-Rispoli, 1947 †
- Epiaster polygonus L. Agassiz & Desor, 1847 †
- Epiaster pulcher Checchia-Rispoli, 1947 †
- Epiaster renfroae Cooke, 1955 †
- Epiaster somaliensis Checchia-Rispoli, 1947 †
- Epiaster thomasi Cotteau, Péron & Gauthier, 1876 †
- Epiaster toxasteroides Lobacheva & Poretskaya, 1967 †
- Epiaster trauthi Kühn, 1925 †
- Epiaster trigonalis L. Agassiz & Desor, 1847 †
- Epiaster variabilis Kühn, 1925 †